# Château des Quatre Tourettes
Le château des Quatre Tourettes appelé aussi manoir des Quatre Tourettes est une maison forte érigée en 1512 et située en Belgique à Liège dans le quartier Saint-Léonard.

## Localisation
Cette maison forte est sise au no 535 de la très ancienne rue Saint-Léonard. Elle se situe à environ 25 mètres en retrait de la voirie actuelle. Longeant la rue, une grille ancrée à deux piliers de pierre calcaire entoure un mur de brique. Un chemin herbeux mène au château.

## Historique
Érigée en 1512, cette bâtisse est l'une des constructions particulières les plus anciennes de la ville de Liège dont les habitations non religieuses furent pratiquement toutes détruites en 1468 quand les troupes de Charles le Téméraire mirent à sac la ville. Le millésime 1512 est lisible par une inscription figurant sur le portail d'entrée :  "Damoisel Alid Piete de Malle l'an mil CCCCC et XII a faiect faire cte maison". La première propriétaire serait donc cette demoiselle Alid Piete de Malle. Ce petit château était à l'origine entouré de douves et possédait un pont-levis. Placée à environ 1,5 km au nord-est et à l'extérieur des remparts de la cité et du fossé Saint-Léonard, cette maison forte faisait certainement fonction de poste défensif avancé situé le long de la rue Saint-Léonard qui conduisait à Herstal sans doute depuis le VIIIe siècle.

## Description
Cette construction de taille assez modeste pour un château (base rectangulaire d'environ 15 m en façade et d'une largeur de 12 m) tire son nom des quatre tourelles rondes placées à chaque angle du bâtiment et possédant des meurtrières. La tour sud-ouest (partie gauche de la façade principale) est plus haute et d'un diamètre plus grand que les trois autres tourelles et est ornée de lésènes (demi-cercles de briques) en partie supérieure. 
La construction réalisée principalement en brique ne compte qu'un étage. Le portail d'entrée en pierre calcaire situé à droite de la tourelle sud-ouest forme un arc en plein cintre. À l'étage de la façade avant, les deux fenêtres à croisée possède des meneaux droits et des linteaux bombés en pierre de taille. Un bandeau mouluré en pierre calcaire sépare les deux niveaux en faisant le tour du bâtiment.

## Classement
Le château (ou manoir) est repris sur la liste du patrimoine immobilier classé de Liège depuis 1965.